# Douglas Marques dos Santos
Douglas Marques dos Santos (født 18. maj 1985) er en brasiliansk fodboldspiller.